# Гай, Григорий Аронович
Григорий Аронович (Аркадьевич) Гай (настоящая фамилия Вусикер; 14 марта 1920 — 23 июля 1995) — советский актёр театра и кино, лауреат Сталинской премии первой степени (1950).

## Биография
В 1937 году окончил Днепропетровский театральный техникум, затем учился в Киевском театральном институте, Московском театральном училище имени Щукина. В 1941 году ушёл ополченцем на фронт, однако был командирован на Тихоокеанский флот как актёр флотского театра, старшина, награждён медалью «За боевые заслуги» (1945). Оттуда перешёл в Центральный театр Красной армии, а в 1949 году по приглашению Георгия Товстоногова переехал в Ленинград и вошёл в труппу Ленинградского театра имени Ленинского комсомола, из которого в 1956 году вместе с Товстоноговым перешёл в Большой драматический театр, где служил до 1984 года. Оставить сцену Григория Гая заставила тяжёлая болезнь.
В кино снимался с 1954 года; дебютировал в небольшой роли матроса Стебелева в фильме «Командир корабля», наиболее заметные роли сыграл в лентах «Путь в „Сатурн“» и «Конец „Сатурна“», «Бой после победы» (Андронов) и «На всю оставшуюся жизнь…» (Соболь).
Умер 23 июля 1995 года. Похоронен на Казанском кладбище под Санкт-Петербургом (город Пушкин).

## Признание и награды
- Сталинская премия первой степени (1950) — за исполнение роли рабочего Элишуки в спектакле «Из искры…» Ш. Н. Дадиани
- Лауреат Всесоюзного конкурса чтецов 1952 года.

## Творчество

### Театральные работы
Большой драматический театр им. М. Горького
- 1960 — «Иркутская история» А. Арбузова. Постановка Г. А. Товстоногова — прохожий
- 1961 — «Океан» А. Штейна. Постановка Г. А. Товстоногова — Туман
- 1961 — «Четвёртый» К. Симонова. Постановка Р. С. Агамирзяна — Дик
- 1964 — «Ещё раз про любовь» Э. Радзинского. Постановка Ю. Е. Аксенова — Семёнов
- 1967 — «Традиционный сбор» В. Розова. Постановка Г. А. Товстоногова — Максим Петров
- 1967 — «…Правду! Ничего, кроме правды!!!» Д. Аля. Постановка Г. А. Товстоногова — Альберт Рис Вильямс
- 1969 — «Король Генрих IV» У. Шекспира. Постановка Г. А. Товстоногова — Вустер / Оуэн Глендауэр
- 1973 — «Общественное мнение» A. Баранги. Постановка Г. А. Товстоногова — Туркулец
- 1974 — «Прошлым летом в Чулимске» A. Вампилова. Постановка Г. А. Товстоногова — Помигалов
- 1974 — «Три мешка сорной пшеницы» по повести В. Ф. Тендрякова. Постановка Г. А. Товстоногова — Бахтьяров

### Фильмография
1. 1952 — Римский-Корсаков — эпизод (нет в титрах)
2. 1954 — Командир корабля — Стебелев, матрос
3. 1954 — Тревожная молодость — Никита Коломеец
4. 1958 — День первый — эпизод (нет в титрах)
5. 1958 — Жизнь прошла мимо — Николай Смирнов (Акула)
6. 1960 — Ждите писем — Эдуард Михайлович Саркисян, начальник трассы
7. 1960 — Мост перейти нельзя — Хэппи Ломен
8. 1961 — Водил поезда машинист — Фёдор Иванович, машинист поезда
9. 1962 — 713-й просит посадку — авиадиспетчер (нет в титрах)
10. 1962 — Путь к причалу — Антон Никифоров, фронтовой друг Росомахи, потерял руку на войне
11. 1964 — Гранатовый браслет — Александр Иванович Куприн
12. 1964 — Письма к живым — Королёв, следователь НКВД
13. 1965 — Залп «Авроры» — офицер
14. 1967 — Возмездие — Бережной
15. 1967 — Путь в «Сатурн» — Андронов, бывший майор Красной Армии, офицер «Сатурна»
16. 1967 — Операция «Трест» — генерал Александр Кутепов
17. 1967 — Конец «Сатурна» — Андронов, бывший майор Красной Армии, офицер «Сатурна»
18. 1969 — Красная палатка — профессор Р. Л. Самойлович
19. 1970 — Поезд в завтрашний день — М. Д. Бонч-Бруевич
20. 1970—1972 — Руины стреляют… — Богомол-Козырев
21. 1971 — Поезд в далёкий август — контр-адмирал Г. В. Жуков
22. 1971 — Красная метель — Никулец
23. 1972 — Бой после победы — Андронов
24. 1973 — Крах инженера Гарина — Райхер
25. 1974 — Контрабанда — капитан
26. 1975 — На всю оставшуюся жизнь… — Соболь
27. 1976 — Доверие — член Временного правительства
28. 1976 — Преступление — Бочкарёв
29. 1977 — Личное счастье — актёр местного театра
30. 1979 — Крик гагары
31. 1981 — Товарищ Иннокентий
32. 1985 — Грядущему веку — Павел Иванович, врач

### Озвучивание
1. 1961 — Парни одной деревни — озвучил роль Хеленд Пеэпа
2. 1964 — Гамлет — первый актёр/призрак отца Гамлета
3. 1966 — Никто не хотел умирать — озвучил роль В.Томкуса
4. 1966 — Три толстяка — наполовину озвучил роль Павла Луспекаева
5. 1967 — Женя, Женечка и «катюша» — озвучил роль М. Н. Бернеса
6. 1970 — Король Лир (фильм, 1970) — озвучил роль К. К. Себриса